# Othemars
Othemars är en småort i Othems socken Gotlands kommun, belägen på norra Gotland strax nordväst om Slite och söder om Othem.